# Jubilee Peak
Der Jubilee Peak (englisch für Jubiläumsspitze) ist ein etwa 500 m hoher Berg auf Clarence Island im Archipel der Südlichen Shetlandinseln. Er ragt westlich des Kap Lloyd am nördlichen Ende der Insel auf.
Teilnehmer der britischen Joint Services Expedition to the Elephant Island Group (JSEEIG, 1976–1977) bestiegen den Berg am 2. Februar 1977. Das UK Antarctic Place-Names Committee benannte ihn in Anlehnung an das silberne Thronjubiläum der britischen Monarchin Elisabeth II. im selben Jahr.